# N-150
La N-150 és la principal carretera de la comarca del Vallès Occidental. Travessa de sud a nord la comarca i connecta Barcelona amb Terrassa a través de Montcada i Reixac, Ripollet, Cerdanyola del Vallès, Barberà del Vallès i Sabadell.

## Història
La carretera va arribar a Sabadell el 1847, però no es va acabar fins al 1852.
El 2005, es van finalitzar les obres d'urbanització d'un tram de 450 metres a la N-150. El secretari per a la Mobilitat, Manel Nadal, acompanyat de l'alcalde de Terrassa, Pere Navarro, van visitar-la i inaugurar-la. Les obres van començar al setembre del 2004 i van comportar una inversió d'1,6 milions d'euros. L'any 1995 el DPTOP va finalitzar les obres de la variant de Terrassa corresponent a la carretera N-150. Amb aquestes obres, es connectava aquesta carretera, procedent de Sabadell, amb l'autopista C-58.
L'última modificació que es va fer en aquesta carretera va ser que la Generalitat va construir dues noves rotondes a Terrassa a principis de l'any 2007.
Hi ha diversos projectes per a la carretera, com per exemple a Montcada, on serà una via urbana, i entre Terrassa i Sabadell hi haurà un carril bici.

## Recorregut
La N-150 inicia el recorregut a l'enllaç amb l'autovia C-17 al terme Montcada i Reixac molt a prop del límit amb Barcelona, i travessa les poblacions de Ripollet, Cerdanyola del Vallès, Barberà del Vallès i Sabadell, i finalitza a l'enllaç amb la carretera C-243c, a Terrassa.